# 알아인 FC
알아인 FC(아랍어: نادي العين)는 아랍에미리트의 알아인을 연고지로 하는 프로 축구 클럽으로 1968년에 창단되었다.
알아인 FC는 아랍에미리트에서 가장 성공적인 클럽이다. 현재 UAE 1부 리그 12회 우승으로 최다 우승 기록을 가지고 있다. 알아인은 아랍에리미트에서 3회 연속 우승(2001-02 ~ 2003-04)을 최초로 성공한 클럽이다. 또한 2003년에는 AFC 챔피언스리그에서 타이의 BEC 테로 사사나를 물리치고 우승을 차지하였다. 그리고 2005년에는 챔피언스리그 준우승을 하였다.

## 역대 우승 기록
- UAE 1부 리그

우승 (14): 1976-77, 1980-81, 1983-84, 1992-93, 1997-98, 1999-00, 2001-02, 2002-03, 2003-04, 2011-12, 2012-13, 2014-15, 2017-18, 2021-22
- UAE 프레지던트컵

우승 (5): 1998-99, 2000-01, 2004-05, 2005-06, 2009
- AFC 챔피언스리그

우승 (2): 2002-03, 2023-24

## 선수 명단

### 현역
참고: FIFA 자격 규정에 따라 소속된 국가대표팀 국기를 표시합니다. 선수는 복수의 FIFA 비회원국 국적을 가지고 있을 수 있습니다.
| 번호 | 포지션 | 국적         | 이름                |
| ---- | ------ | ------------ | ------------------- |
| 4    | DF     | 포르투갈     | 파비우 카르도주     |
| 5    | MF     |              | 박용우              |
| 7    | MF     | 파라과이     | 마티아스 세고비아   |
| 9    | FW     | 토고         | 라바 코조 포 도     |
| 10   | MF     | 파라과이     | 알레한드로 로메로   |
| 15   | DF     |              | 에리크              |
| 17   | GK     | 아랍에미리트 | 칼리드 에이사       |
| 20   | MF     |              | 마티아스 팔라시오스 |
| 21   | FW     | 모로코       | 수피안 라히미       |
| 24   | DF     |              | 펠리페 살로모니     |
| 27   | MF     | 말리         | 세쿠 가사마         |
| 29   | MF     |              | 히노 인판티노       |
| 46   | DF     | 말리         | 드라만 쿠마레       |

| 번호 | 포지션 | 국적        | 이름               |
| ---- | ------ | ----------- | ------------------ |
| 70   | MF     | 말리        | 압둘 카림 트라오레 |
| 77   | MF     | 나이지리아  | 릴와누 사르키      |
| 99   | FW     | 콩고 공화국 | 조스나 루렌도      |

## 역대 감독
| 감독              | 임기        |
| ----------------- | ----------- |
| 브뤼노 메취       | 2002~2004   |
| 발테르 젱가       | 2007        |
| 토니뉴 세레주     | 2009~2010   |
| 코스민 올러로이우 | 2011~2013   |
| 즐라트코 달리치   | 2014~2017   |
| 에르난 크레스포   | 2023 ~ 2024 |
| 레오나르두 자르딤 | 2024 ~      |